# 南洋杉
南洋杉（学名：Araucaria cunninghamii），又稱肯氏南洋杉、花旗杉，是南洋杉科南洋杉属下的一个物种，寿命可长达450年，主要分布在澳大利亚和新几内亚。

## 形态

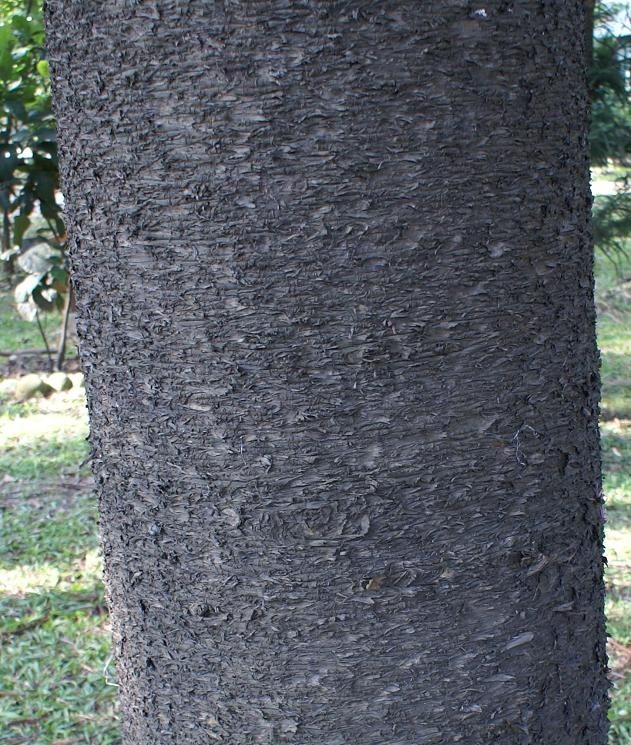
樹皮

常绿乔木，株高20~40公尺，高度可达60米。圓錐形樹冠，幹通直，枝輪生，侧生小枝密集而下垂，近羽状排列。叶有两种类型，幼树的叶排列疏松，开展，针形。葉針形或鱗形，鮮綠色，粗短而硬。老树和花果枝上的叶排列紧密，卵形或三角状卵形，雌雄异株。球果卵形，果鳞宽而尖，向后弯曲。两侧具结合而生的薄翅。
樹性強健，病蟲害少，生長快速。